# Аттіліо Ломбардо
Аттіліо Ломбардо (італ. Attilio Lombardo, нар. 6 січня 1966, Санта-Марія-ла-Фосса) — італійський футболіст, що грав на позиції півзахисника. По завершенні ігрової кар'єри — футбольний тренер. Наразі входить до тренерського штабу клубу «Шальке 04».
Виступав, зокрема, за клуб «Сампдорія», а також національну збірну Італії.
Триразовий чемпіон Італії. Дворазовий володар Кубка Італії. Триразовий володар Суперкубка Італії з футболу. Переможець Ліги чемпіонів УЄФА. Дворазовий володар Кубка Кубків УЄФА. Дворазовий володар Суперкубка УЄФА. Володар Міжконтинентального кубка. 

## Клубна кар'єра
Народився 6 січня 1966 року в місті Санта-Марія-ла-Фосса. Вихованець футбольної школи клубу «Пергокрема». Дорослу футбольну кар'єру розпочав 1983 року в основній команді того ж нижчолігового клубу, в якій провів два сезони, взявши участь у 38 матчах чемпіонату. 
Протягом 1985—1989 років захищав кольори команди представника Серії В клубу «Кремонезе», де під керівництвом тренера Тарчизіо Бурн'їча став значно прогресувати на позиції правого флангового півзахисника.
Своєю грою за останню команду привернув увагу представників тренерського штабу клубу «Сампдорія», до складу якого приєднався 1989 року. Відіграв за генуезький клуб наступні шість сезонів своєї ігрової кар'єри. Більшість часу, проведеного у складі «Сампдорії», був основним гравцем команди та допоміг їй здобути першу в її історії перемогу в чемпіонаті Італії. За цей час також став володарем Кубка Італії, Суперкубка Італії з футболу та Кубка Кубків УЄФА.
Згодом з 1995 по 2001 рік грав у складі англійського «Крістал Пелес», а також італійських «Ювентуса» і «Лаціо», у складі яких ще по одному разу ставав чемпіоном Італії та переможцем Суперкубка УЄФА. Зі «старою сеньйорою» також перемогав у Лізі чемпіонів УЄФА та став володарем Міжконтинентального кубка.
Завершив професійну ігрову кар'єру у клубі «Сампдорія», у складі якого вже виступав раніше. Прийшов до команди 2001 року, захищав її кольори до припинення виступів на професійному рівні у 2002.

## Виступи за збірну
1990 року дебютував в офіційних матчах у складі національної збірної Італії. Протягом кар'єри у національній команді, яка тривала 8 років, провів у формі головної команди країни лише 19 матчів, забивши 3 голи.

## Кар'єра тренера

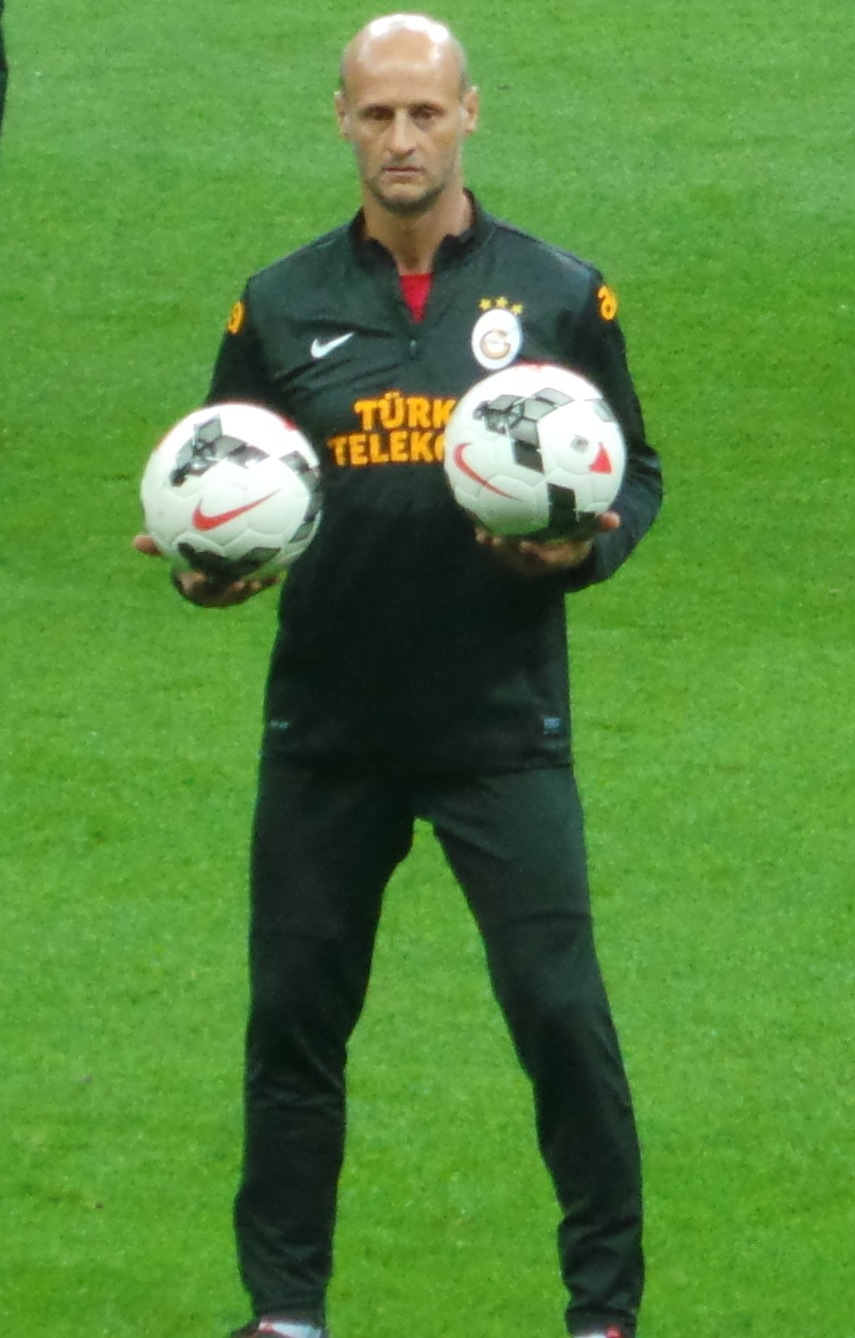
Ломбардо під час роботи асистентом Роберто Манчіні в «Галатасараї».

Ще 1998 року, граючи за англійський «Крістал Пелес», деякий час виконував обов'язки головного тренера команди.
Завершивши ж професійну ігрову кар'єру 2002 року в «Сампдорії», залишився в системі цього клубу, спочатку працюючи з однією з юнацьких команд, а з 2005 року тренуючи команду дублерів генуезького клубу. 2006 року отримав перший досвід повноцінної самостійної тренерської роботи, очоливши команду представника другої за силою ліги Швейцарії «К'яссо». Досвід виявився невдалим — результати команди були вкрай поганими і за результатами сезону вона понизилася у класі до третьої ліги, а Ломбардо у травні 2007 залишив Швейцарію. Повернувшись на батьківщину, він знову деякий працював у тренерському штабі «Сампдорії», після чого очолював команди нижчолігових клубів «Кастельнуово», «Леньяно» та «Спеція».
2010 року отримав запрошення від свого колишнього партнера по «Сампдорії» 1990-х Роберто Манчіні приєднатися до очолюваного останнім тренерського штабу англійського «Манчестер Сіті». Працював в Англії до 2013 року, в якому разом з Манчіні перебрався до Туреччини, де італійські спеціалісти протягом неповного сезону працювали з місцевим «Галатасараєм».
У жовтні 2014 року прийняв пропозицію іншого італійського спеціаліста, Роберто Ді Маттео, попрацювати в очолюваному ним тренерському штабі «Шальке 04».
| Дата       | Місто      | Господарі | Результат | Гості      | Турнір             | Голи | Примітки         |
| ---------- | ---------- | --------- | --------- | ---------- | ------------------ | ---- | ---------------- |
| 22/12/1990 | Лімасол    | Кіпр      | 0 – 4     | Італія     | Відбір до ЧЄ 1992  | 1    |                  |
| 13/02/1991 | Терні      | Італія    | 0 – 0     | Бельгія    | товариський матч   | -    | замінений на 67' |
| 05/06/1991 | Осло       | Норвегія  | 2 – 1     | Італія     | Відбір до ЧЄ 1992  | -    |                  |
| 25/09/1991 | Софія      | Болгарія  | 2 – 1     | Італія     | товариський матч   | -    | замінений на 57' |
| 12/10/1991 | Москва     | СРСР      | 0 – 0     | Італія     | Відбір до ЧЄ 1992  | -    | вийшов на 58'    |
| 31/05/1992 | Нью-Гейвен | Італія    | 0 – 0     | Португалія | USA Cup            | -    | вийшов на 34'    |
| 04/06/1992 | Бостон     | Італія    | 2 – 0     | Ірландія   | USA Cup            | -    | вийшов на 73'    |
| 06/06/1992 | Чикаго     | США       | 1 – 1     | Італія     | USA Cup            | -    | вийшов на 74'    |
| 22/09/1993 | Таллінн    | Естонія   | 0 – 3     | Італія     | Відбір до ЧС 1994  | -    | замінений на 46' |
| 16/11/1994 | Палермо    | Італія    | 1 – 2     | Хорватія   | Відбір до ЧЄ 1996  | -    |                  |
| 21/12/1994 | Пескара    | Італія    | 3 – 1     | Туреччина  | товариський матч   | 1    |                  |
| 25/03/1995 | Салерно    | Італія    | 4 – 1     | Естонія    | Відбір до ЧЄ 1996  | -    | вийшов на 57'    |
| 29/03/1995 | Київ       | Україна   | 0 – 2     | Італія     | Відбір до ЧЄ 1996  | 1    | замінений на 73' |
| 26/04/1995 | Вільнюс    | Литва     | 0 – 1     | Італія     | Відбір до ЧЄ 1996  | -    |                  |
| 19/06/1995 | Лозанна    | Швейцарія | 0 – 1     | Італія     | товариський турнір | -    | замінений на 77' |
| 08/06/1997 | Ліон       | Італія    | 3 – 3     | Бразилія   | товариський турнір | -    |                  |
| 11/06/1997 | Париж      | Італія    | 2 – 2     | Франція    | товариський турнір | -    |                  |
| 10/09/1997 | Тбілісі    | Грузія    | 0 – 0     | Італія     | Відбір до ЧС 1998  | -    | замінений на 71' |
| Усього     |            | Матчів    | 18        |            | Голів              | 3    |                  |

## Титули і досягнення

### Командні
- Чемпіон Італії (3):

«Сампдорія»:  1990–91
«Ювентус»:  1996–97
«Лаціо»:  1999–00
- Володар Кубка Італії (2):

«Сампдорія»:  1993–94
«Лаціо»:  1999–00
- Володар Суперкубка Італії з футболу (3):

«Сампдорія»:  1991
«Ювентус»:  1995
«Лаціо»:  2000
- Переможець Ліги чемпіонів УЄФА (1):

«Ювентус»:  1995–96
- Володар Кубка Кубків УЄФА (2):

«Сампдорія»:  1989–90
«Лаціо»:  1998–99
- Володар Суперкубка УЄФА (2):

«Ювентус»:  1996
«Лаціо»:  1999
- Володар Міжконтинентального кубка (1):

«Ювентус»:  1996

### Особисті
- Найкращий бомбардир Кубка Італії (1):

1993–94 (5)